# Gábor Horváth (kanadensarpaddlare)
Gábor Horváth är en ungersk kanotist.
Han tog bland annat VM-guld i C-4 200 meter i samband med sprintvärldsmästerskapen i kanotsport 2011 i Szeged.